# Super Girlies
Super Girlies는 인도네시아의 걸 그룹이다. 2011년 2월 14일 결성되었다.

## 디스코그래피
- Malu Malu Mau (2011)
- Aw Aw Aw (2011)
- Hip Hip Hura (2012)